# Scipione Riva-Rocci

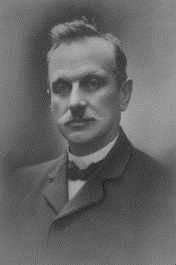
Scipione Riva-Rocci, um 1896

Scipione Riva-Rocci (* 7. August 1863 in Almese/Provinz Turin; † 15. März 1937 in Rapallo) war ein italienischer Mediziner, Pathologe und Kinderarzt sowie Erstbeschreiber der nach ihm benannten Blutdruckmessmethode mittels einer pneumatischen Armmanschette.

## Ausbildung und Beruf

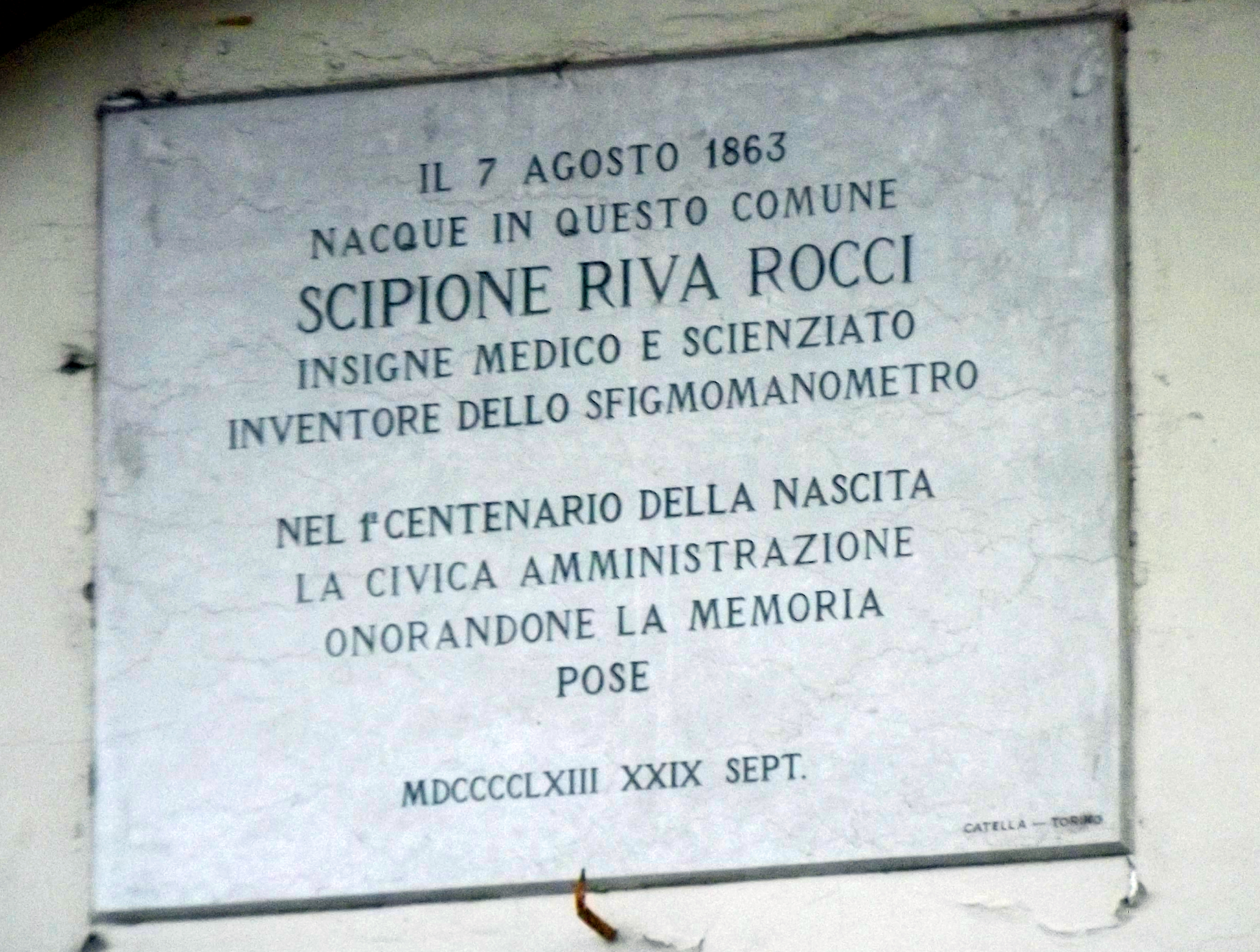
Geburtsplatz Riva-Rocci

Im Jahr 1888 wurde Riva-Rocci promoviert und schloss die akademische Ausbildung an der Universität Turin in Innerer Medizin und Chirurgie ab. Anschließend arbeitete er als Assistent an der Propädeutischen Medizinischen Klinik in Turin unter Carlo Forlanini (1840–1918), der als Erfinder der Technik des künstlichen Pneumothorax zur Behandlung der Pulmonaltuberkulose gilt. Dort nahm Riva-Rocci an dessen ersten Experimenten zur Technik des künstlichen Pneumothorax teil, untersuchte mit Antonini die Respirationsfunktion unter Belastungs- und Höhenbedingungen und gemeinsam mit Cavallero die Atemfunktion von Patienten mit verminderter pulmonaler Resorptionsfläche.
1894 habilitierte sich Riva-Rocci für die spezielle Pathologie der Inneren Medizin und 1898 folgte er Forlanini an die Universität Pavia (Ospedale San Matteo). 1900 übernahm er als Direktor und Chefarzt für die folgenden 28 Jahre die Leitung des Städtischen Krankenhauses in Varese. 1908 bis 1921 lehrte er als Privatdozent der Pädiatrie (Habilitation 1907) an der Pädiatrischen Klinik der Universität Pavia.

## Leistung

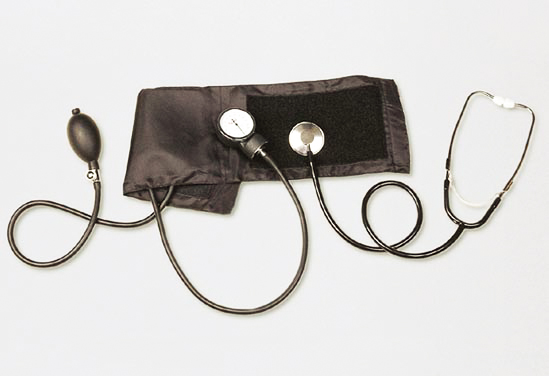
Blutdruckmessgerät und Stethoskop

Riva-Roccis bedeutendste Leistung ist die Erstbeschreibung einer pneumatischen Armmanschette für ein Quecksilber-Blutdruckmessgerät (1896), das die Weichteile und Arterien des Oberarmes gleichmäßig komprimierte und damit eine einfache indirekte Messung des systolischen Blutdrucks erlaubte. 
Das 1896 auf dem italienischen Kongress für Innere Medizin vorgestellte, indirekte, unblutige und einfach anzuwendende Verfahren zur Blutdruckbestimmung entwickelte sich rasch zur Standardtechnik der ärztlichen Diagnostik und erleichterte die Behandlung der Hypertonie. Das Kernstück der Messung ist eine Oberarmmanschette, die eine gleichmäßige zirkuläre Kompression ermöglichte. Gleichzeitig kann der Arzt mit tastenden Fingern bequem die Pulsationen der Arterie am Handgelenk fühlen. Riva-Rocci erkannte die Mitte des Oberarmes als geeignetste Stelle für die Komprimierung und vereinfachte die Apparatur, indem er statt eines starren Zylinders einen Gummischlauch (ein Stück Fahrrad-Gummischlauch) verwendete, der um den Arm geschlungen aufgeblasen wird. Die Ausdehnung des aufgeblasenen Schlauchs wird durch eine zirkuläre Lederbahn begrenzt. Neben dem Quecksilbermanometer wird ein Gummiball zum Aufpumpen der Manschette benötigt, darüber hinaus muss der Patient für eine korrekte Messung den Oberarm entblößen. Der mit Manschette am Oberarm und Tasten des Pulses „nach Riva-Rocci“ gemessene Blutdruck wird mit „RR“ (Riva-Rocci) abgekürzt.
Riva-Roccis Verfahren wurde um 1905 durch den russischen Arzt Nikolai Sergejewitsch Korotkow wesentlich ergänzt: Er beschrieb den Einsatz des Stethoskops, mit dem die nach ihm benannten Korotkow-Geräusche bei Dekompression der Manschette abgehört werden. Die Korotkow-Geräusche markieren den systolischen und diastolischen Blutdruck, der dann einem Messwert auf der Manometerskala zugeordnet werden kann. Durch die von Heinrich von Recklinghausen vorgeschlagene Mindestbreite der Manschette am Oberarm (10–14 cm) wurde die Genauigkeit der Methode weiter verbessert. Ohne Quecksilber konnte erstmals auch oszillometrisch gemessen werden.
Eine wichtige Rolle für die Verbreitung der neuen Blutdruckmessmethode spielte der amerikanische Neurochirurg Harvey Williams Cushing (1869–1939), der Riva-Rocci am 6. Mai 1901 in Pavia besucht hatte, um sich an Ort und Stelle mit der Technik der Blutdruckmessung vertraut zu machen. Er verbesserte das Gerät, und ab 1910 benutzte die Mehrheit der amerikanischen Ärzte ähnliche Apparate.
Riva-Rocci trat auch als Übersetzer wichtiger medizinischer zeitgenössischer Standardwerke hervor und publizierte auf vielen Gebieten der allgemeinen und speziellen Pathologie.

## Einheiten der Druckwerte
Bis heute wird der arterielle Blutdruck standardmäßig in Millimeter Quecksilbersäule (mmHg) angegeben anstatt in der SI-Einheit Pascal.

## Schriften (Auswahl)
- Un nuovo sfigmomanometro. In: Gazz Med Torino. Band 47, 1896, S. 981–1001.